# 塔勒奈
塔勒奈（法語：Tallenay，法語發音：[talnɛ]）是法国杜省的一个市镇，位于该省西北部，贝桑松市区西北，属于贝桑松区。

## 地理
塔勒奈（47°18'18"N, 6°1'25"E）面积2.34 平方千米，位于法国勃艮第-弗朗什-孔泰大區杜省，该省份为法国东部内陆省份，北起上索恩省，西接汝拉省，东部及东南部与瑞士接壤，东北部与贝尔福地区省接壤。
与塔勒奈接壤的市镇（或旧市镇、城区）包括：博奈、贝桑松、沙蒂永勒迪克。

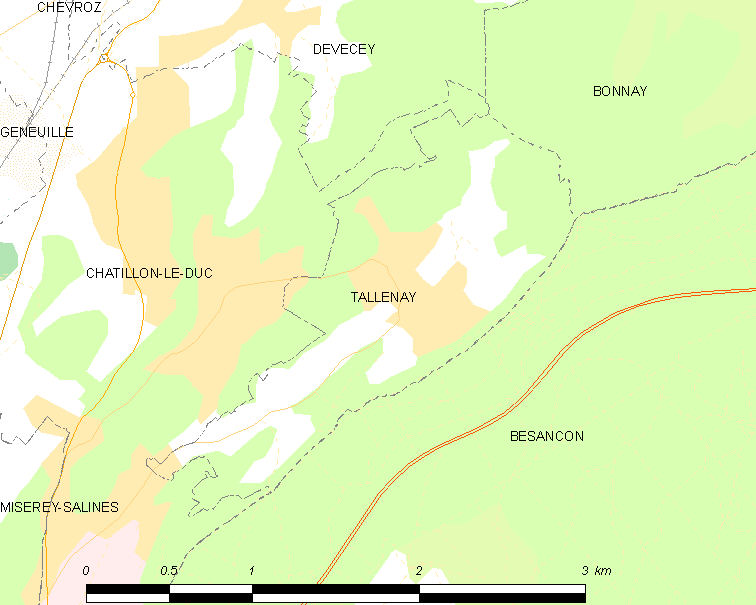
塔勒奈的OSM定位图

塔勒奈的时区为UTC+01:00、UTC+02:00（夏令时）。

## 行政
塔勒奈的邮政编码为25870，INSEE市镇编码为25557。

## 政治
塔勒奈所属的省级选区为贝桑松第三县。

## 人口

1962-2008年间塔勒奈人口变化图示

塔勒奈于2022年1月1日时的人口数量为437人。